# Các cơ quan chuyên môn Ủy ban nhân dân thành phố Hà Nội
Các cơ quan chuyên môn Ủy ban nhân dân thành phố Hà Nội bao gồm các sở, cơ quan ngang sở đặc thù (gọi chung là cấp sở) trực thuộc Ủy ban nhân dân thành phố Hà Nội.
Hiện tại có hơn 17 cơ quan chuyên môn trực thuộc Ủy ban nhân dân thành phố Hà Nội.

## Chức năng
Các cơ quan chuyên môn là cơ quan thuộc Ủy ban nhân dân cấp thành phố Hà Nội; thực hiện chức năng tham mưu, giúp Ủy ban nhân dân thành phố quản lý nhà nước về ngành, lĩnh vực ở Hà Nội theo quy định của pháp luật và theo phân công hoặc ủy quyền của Ủy ban nhân dân thành phố, Chủ tịch Ủy ban nhân dân thành phố.

## Nhiệm vụ và quyền hạn
Cơ quan chuyên môn Ủy ban nhân dân thành phố có quyền hạn và nhiệm vụ sau:
1. Trình Ủy ban nhân dân thành phố:
  - Dự thảo quyết định, chỉ thị; quy hoạch, kế hoạch dài hạn, 5 năm và hàng năm; chương trình, biện pháp tổ chức thực hiện các nhiệm vụ cải cách hành chính nhà nước về ngành, lĩnh vực thuộc phạm vi quản lý nhà nước được giao;
  - Dự thảo văn bản quy định cụ thể chức năng, nhiệm vụ, quyền hạn và cơ cấu tổ chức của sở;
  - Dự thảo văn bản quy định cụ thể điều kiện, tiêu chuẩn, chức danh đối với Trưởng, Phó các đơn vị thuộc sở; Trưởng, Phó trưởng phòng chuyên môn thuộc Ủy ban nhân dân huyện, quận, thị xã, (gọi chung là Ủy ban nhân dân cấp huyện) trong phạm vi ngành, lĩnh vực quản lý.
2. Trình Chủ tịch Ủy ban nhân dân thành phố:
  - Dự thảo quyết định thành lập, sáp nhập, chia tách, giải thể các tổ chức, đơn vị của sở theo quy định của pháp luật;
  - Dự thảo quyết định, chỉ thị cá biệt thuộc thẩm quyền ban hành của Chủ tịch Ủy ban nhân dân thành phố Hà Nội.
3. Tổ chức thực hiện các văn bản quy phạm pháp luật, quy hoạch, kế hoạch sau khi được phê duyệt; thông tin, tuyên truyền, hướng dẫn, phổ biến, giáo dục, theo dõi thi hành pháp luật về các lĩnh vực thuộc phạm vi quản lý nhà nước được giao.
4. Tổ chức thực hiện và chịu trách nhiệm về giám định, đăng ký, cấp giấy phép, văn bằng, chứng chỉ thuộc phạm vi trách nhiệm quản lý của cơ quan chuyên môn thành phố theo quy định của pháp luật và theo phân công hoặc ủy quyền của Ủy ban nhân dân thành phố Hà Nội.
5. Giúp Ủy ban nhân dân thành phố quản lý nhà nước đối với các doanh nghiệp, tổ chức kinh tế tập thể, kinh tế tư nhân, các hội và các tổ chức phi chính phủ thuộc các lĩnh vực quản lý của cơ quan chuyên môn theo quy định của pháp luật.
6. Hướng dẫn, kiểm tra việc thực hiện cơ chế tự chủ, tự chịu trách nhiệm của đơn vị sự nghiệp công lập theo quy định của pháp luật.
7. Thực hiện hợp tác quốc tế về ngành, lĩnh vực quản lý và theo phân công hoặc ủy quyền của Ủy ban nhân dân thành phố Hà Nội.
8. Hướng dẫn chuyên môn, nghiệp vụ thuộc ngành, lĩnh vực quản lý đối với cơ quan chuyên môn thuộc Ủy ban nhân dân cấp huyện và chức danh chuyên môn thuộc Ủy ban nhân dân cấp xã.
9. Tổ chức nghiên cứu, ứng dụng tiến bộ khoa học - kỹ thuật và công nghệ; xây dựng hệ thống thông tin, lưu trữ phục vụ công tác quản lý nhà nước và chuyên môn nghiệp vụ.
10. Kiểm tra, thanh tra theo ngành, lĩnh vực được phân công phụ trách đối với tổ chức, cá nhân trong việc thực hiện các quy định của pháp luật; giải quyết khiếu nại, tố cáo, phòng, chống tham nhũng theo quy định của pháp luật và theo sự phân công hoặc ủy quyền của Ủy ban nhân dân thành phố.
11. Quy định cụ thể chức năng, nhiệm vụ, quyền hạn của văn phòng, phòng chuyên môn nghiệp vụ, chi cục và đơn vị sự nghiệp công lập thuộc sở, phù hợp với chức năng, nhiệm vụ, quyền hạn của sở theo hướng dẫn chung của Bộ quản lý ngành, lĩnh vực và theo quy định của Ủy ban nhân dân thành phố Hà Nội.
12. Quản lý tổ chức bộ máy, biên chế công chức, cơ cấu ngạch công chức, vị trí việc làm, cơ cấu viên chức theo chức danh nghề nghiệp và số lượng người làm việc trong các đơn vị sự nghiệp công lập; thực hiện chế độ tiền lương và chính sách, chế độ đãi ngộ, đào tạo, bồi dưỡng, khen thưởng, kỷ luật đối với công chức, viên chức và lao động thuộc phạm vi quản lý theo quy định của pháp luật và theo sự phân công hoặc ủy quyền của Ủy ban nhân dân thành phố.
13. Quản lý và chịu trách nhiệm về tài chính được giao theo quy định của pháp luật và theo phân công hoặc ủy quyền của Ủy ban nhân dân thành phố.
14. Thực hiện công tác thông tin, báo cáo định kỳ và đột xuất về tình hình thực hiện nhiệm vụ được giao với Ủy ban nhân dân thành phố, các Bộ, cơ quan ngang Bộ.
15. Thực hiện nhiệm vụ khác do Ủy ban nhân dân, Chủ tịch Ủy ban nhân dân thành phố giao và theo quy định của pháp luật.

## Tổ chức
Cơ cấu các cơ quan chuyên môn Ủy ban nhân dân thành phố Hà Nội gồm:
1. Văn phòng
2. Sở Công Thương
3. Sở Giáo dục và Đào tạo
4. Sở Khoa học và Công nghệ
5. Sở Nội vụ
6. Sở Nông nghiệp và Môi trường
7. Sở Quy hoạch - Kiến trúc
8. Sở Tài chính
9. Sở Tư pháp
10. Sở Văn hóa và Thể thao
11. Sở Du lịch
12. Sở Xây dựng
13. Sở Y tế
14. Sở Dân tộc và Tôn giáo
15. Thanh tra
16. Ban Quản lý các khu công nghệ cao và khu công nghiệp
17. Trung tâm Phục vụ hành chính công

Cơ cấu mỗi Sở gồm:
- Lãnh đạo Sở:
  1. Giám đốc Sở
  2. Phó Giám đốc Sở
- Cơ quan chuyên môn: 
  1. Văn phòng (nếu có)
  2. Phòng chuyên môn, nghiệp vụ
  3. Chi cục và tổ chức tương đương (nếu có)
  4. Đơn vị sự nghiệp công lập (nếu có)

## Lãnh đạo các cơ quan chuyên môn Ủy ban nhân dân thành phố Hà Nội
| STT | Cơ quan chuyên môn Địa chỉ                                                                    | Người đứng đầu                            | Cấp phó của người đứng đầu                                                                                          | Website                                                                               |
| --- | --------------------------------------------------------------------------------------------- | ----------------------------------------- | --- | ------------------------------------------------------------------------------------- |
| 1   | Văn phòng số 79 Đinh Tiên Hoàng, phường Hoàn Kiếm                                             | Lê Thanh Nam                              | Võ Tuấn Anh Đinh Quốc Hùng Phạm Thị Thu Huyền Nguyễn Mạnh Quân Nguyễn Thị Ngọc Anh                                  | https://vpubtp.hanoi.gov.vn                                                           |
| 2   | Sở Công Thương số 331 Cầu Giấy, phường Nghĩa Đô                                               | Võ Nguyên Phong                           | Nguyễn Thế Hiệp Nguyễn Kiều Oanh Nguyễn Đình Thắng Nguyễn Ánh Dương                                                 | http://congthuong.hanoi.gov.vn/                                                       |
| 3   | Sở Giáo dục và Đào tạo số 23 Quang Trung, số 81 Thợ Nhuộm, phường Cửa Nam                     | Trần Thế Cương                            | Nguyễn Quang Tuấn Trần Lưu Hoa Phạm Quốc Toản Vương Hương Giang                                                     | https://hanoi.edu.vn/                                                                 |
| 4   | Sở Quy hoạch - Kiến trúc số 31b Tràng Thi, phường Hoàn Kiếm                                   | Nguyễn Trọng Kỳ Anh                       | Phạm Quốc Tuyến Nguyễn Đức Nghĩa Trần Quang Tuyên Nguyễn Bá Nguyên                                                  | http://qhkt.hanoi.gov.vn                                                              |
| 5   | Sở Khoa học và Công nghệ Khu liên cơ Võ Chí Công, số 258 Võ Chí Công, phường Tây Hồ           | Trần Anh Tuấn                             | Nguyễn Tố Quyên Nguyễn Việt Hùng Nguyễn Tiến Sỹ Phan Văn Phúc                                                       | http://www.dost.hanoi.gov.vn/ Lưu trữ ngày 13 tháng 10 năm 2015 tại Wayback Machine   |
| 6   | Sở Nội vụ số 18B Lê Thánh Tông, phường Cửa Nam                                                | Trần Đình Cảnh                            | Ngô Minh Hoàng Đinh Mạnh Hùng Nguyễn Thị Liễu Nguyễn Chí Đoàn Nguyễn Tây Nam                                        | http://sonoivu.hanoi.gov.vn/ Lưu trữ ngày 8 tháng 10 năm 2015 tại Wayback Machine     |
| 7   | Sở Nông nghiệp và Môi trường số 38 Tô Hiệu, phường Hà Đông                                    | Nguyễn Xuân Đại                           | Tạ Văn Tường Nguyễn Đình Hoa Nguyễn Anh Quân Nguyễn Minh Tấn Nguyễn Mạnh Phương                                     | http://sonnmt.hanoi.gov.vn/                                                           |
| 8   | Sở Tài chính Khu liên cơ quan Vân Hồ, số 52 Lê Đại Hành, phường Bạch Mai                      | Nguyễn Xuân Lưu                           | Trần Thành Tâm Vũ Trung Thành Nguyễn Xuân Sáng Mai Công Quyền Lê Văn Quân Nguyễn Ngọc Tú Vũ Duy Tuấn Nguyễn Văn Đức | http://sotaichinh.hanoi.gov.vn/ Lưu trữ ngày 23 tháng 10 năm 2015 tại Wayback Machine |
| 9   | Sở Văn hóa và Thể thao số 47 Hàng Dầu, phường Hoàn Kiếm                                       | Bạch Liên Hương                           | Phạm Xuân Tài Lê Thị Ánh Mai Nguyễn Thị Mai Hương                                                                   | https://sovhtt.hanoi.gov.vn                                                           |
| 10  | Sở Tư pháp số 221 Trần Phú, phường Hà Đông                                                    | Ngô Anh Tuấn                              | Phạm Thanh Cao Phạm Thị Thanh Hương Nguyễn Công Anh                                                                 | https://sotuphap.hanoi.gov.vn/                                                        |
| 11  | Sở Xây dựng Khu liên cơ quan Vân Hồ, số 52 Lê Đại Hành, phường Lê Đại Hành, quận Hai Bà Trưng | Nguyễn Phi Thường                         | Nguyễn Thế Công Luyện Văn Phương Đào Việt Long Trần Hữu Bảo Đỗ Việt Hải Đào Duy Phong                               | http://soxaydung.hanoi.gov.vn/                                                        |
| 12  | Sở Y tế số 4 Sơn Tây, phường Ba Đình                                                          | Nguyễn Đình Hưng (Phó Giám đốc phụ trách) | Trần Văn Chung Vũ Cao Cương Đinh Hồng Phong                                                                         | http://soyte.hanoi.gov.vn/                                                            |
| 13  | Sở Dân tộc và Tôn giáo số 12 Nguyễn Trãi, phường Hà Đông                                      | Nguyễn Sỹ Trường                          | Nguyễn Nguyên Quân                                                                                                  | https://sodantoctongiao.hanoi.gov.vn/                                                 |
| 14  | Ban Quản lý các Khu công nghệ cao và Khu công nghiệp Km 29, Đại lộ Thăng Long, xã Hòa Lạc     | Vũ Xuân Hùng                              | Phan Thị My (thường trực) Trần Đắc Trung Lê Thanh Sơn Đinh Trần Quân Nguyễn Hoài Nam Trần Anh Tuấn                  | https://hhtip.hanoi.gov.vn/                                                           |
| 15  | Thanh tra số 75 Nguyễn Chí Thanh, phường Giảng Võ                                             | Trần Đức Hoạt                             | Nguyễn Thúy Hằng Kiều Xuân Huy Lê Thu Hà Nguyễn Trọng Hòa                                                           | http://thanhtra.hanoi.gov.vn/ Lưu trữ ngày 21 tháng 5 năm 2015 tại Wayback Machine    |
| 16  | Sở Du lịch Khu liên cơ Võ Chí Công, số 258 Võ Chí Công, phường Tây Hồ                         | Đặng Hương Giang                          | Trần Trung Hiếu Nguyễn Trần Quang                                                                                   | https://sodulich.hanoi.gov.vn                                                         |
| 17  | Trung tâm Phục vụ hành chính công Khu liên cơ Võ Chí Công, số 258 Võ Chí Công, phường Tây Hồ  | Cù Ngọc Trang                             | | https://ttpvhcc.hanoi.gov.vn                                                          |

## Chế độ làm việc
Các cơ quan chuyên môn thuộc Ủy ban nhân dân thành phố làm việc theo chế độ thủ trưởng và theo Quy chế làm việc của Ủy ban nhân dân thành phố, bảo đảm nguyên tắc tập trung dân chủ.
Căn cứ các quy định của pháp luật và phân công của Ủy ban nhân dân thành phố, Giám đốc sở ban hành Quy chế làm việc của sở và chỉ đạo, kiểm tra việc thực hiện quy định đó.